# Kølig Kaj
Kølig Kaj eller Kool Bandi, född Thomas Lægård 15 augusti 1971 i Pindstrup, är en dansk rapartist. 
Kølig Kaj är mest känd för att ha vunnit Dansk Melodi Grand Prix (DMGP) 1997 med raplåten Stemmen i mitt liv. Den blev en hit i Danmark och var den första och hittills enda gången en raplåt vunnit DMGP. Han representerade Danmark i Eurovision Song Contest i Dublin samma år och hamnade på en 16:e plats (av 25 tävlande länder) med 25 poäng. I och med denna placering lyckades inte Danmark bli kvalificerat till 1998 års tävling.
Efter tävlingen gav Kølig Kaj ut albumet Solgt Ud! (Track Team & Focus Recording). Därefter har han endast uppträtt sporadiskt, exempelvis i Dansk Melodi Grand Prix 2001 där han introducerade ett av kvällens bidrag.